# Luca Infascelli
Luca Infascelli (Roma, 10 maggio 1975) è uno sceneggiatore italiano.

## Biografia
Vincitore di un David di Donatello su tre candidature totali, ha partecipato varie volte al Festival di Cannes, al Festival di Venezia e ad altri festival internazionali. 
Dal 1994 al 2002 è stato prima assistente e poi aiuto regista di film, documentari, pubblicità e videoclip. Dal 1999 al 2006 ha scritto di cinema su quotidiani e riviste e ha collaborato con varie emittenti radiofoniche, dove ha condotto trasmissioni dedicate al mondo del cinema e della cultura in generale. 
È docente occasionale in un master di sceneggiatura presso l'Università IULM, nella sede di Roma. 

## Filmografia
- L'arte della gioia, regia di Valeria Golino – miniserie TV (2025)
- Svaniti nella notte, regia di Renato De Maria (2024)
- Sei fratelli, regia di Simone Godano (2024)
- Perfetta illusione, regia di Pappi Corsicato (2022)
- Io e Spotty, regia di Cosimo Gomez (2022)
- Sulle nuvole, regia di Tommaso Paradiso (2022)
- La scuola cattolica, regia di Stefano Mordini (2021)
- Lasciami andare, regia di Stefano Mordini (2020)
- Mi chiedo quando ti mancherò, regia di Francesco Fei (2020)
- Thanks!, regia di Gabriele Di Luca (2019)
- Brutti e cattivi, regia di Cosimo Gomez (2017)
- Cuori puri, regia di Roberto De Paolis (2017)
- Era d'estate, regia di Fiorella Infascelli (2016)
- La prima volta (di mia figlia), regia di Riccardo Rossi (2015)
- Into Paradiso, regia di Paola Randi (2010)
- Scusa ma ti voglio sposare, regia di Federico Moccia (2010)
- Amore 14, regia di Federico Moccia (2009)
- Scusa ma ti chiamo amore, regia di Federico Moccia (2008)
- Almost Blue, regia di Alex Infascelli (2000)

## Riconoscimenti
- David di Donatello
  - 2025 – Migliore sceneggiatura non originale per L'arte della gioia
  - 2022 – Candidatura migliore sceneggiatura non originale per La scuola cattolica
  - 2021 – Candidatura migliore sceneggiatura non originale per Lasciami andare

- Nastro d'argento
  - 2015 – Candidatura miglior soggetto per La prima volta (di mia figlia)
- Nastri d'argento - Grandi Serie
  - 2025 – Miglior serie drama - Sceneggiatura per L'arte della gioia
- Premio Anac
  - 2017 - Migliore sceneggiatura per Cuori puri